# Melandrya dubia
Melandrya dubia là một loài bọ cánh cứng trong họ Melandryidae. Loài này được Schaller miêu tả khoa học năm 1783.